# Episodi di Nebbie e delitti (seconda stagione)
La seconda stagione della serie televisiva Nebbie e delitti è formata da 6 episodi ed è stata trasmessa in Italia su Rai 2 dal 9 novembre al 14 dicembre 2007.
| nº | Titolo                     | Prima TV Italia  |
| -- | -------------------------- | ---------------- |
| 1  | Il mare d'inverno          | 9 novembre 2007  |
| 2  | Bambini perduti            | 16 novembre 2007 |
| 3  | Nessuna traccia di frenata | 23 novembre 2007 |
| 4  | Casa di bambola            | 30 novembre 2007 |
| 5  | Vietato ai minori          | 7 dicembre 2007  |
| 6  | Carte false                | 14 dicembre 2007 |

## Il mare d'inverno
Due anziani coniugi si uccidono gettandosi in mare da un pontile con la loro auto. Il commissario Soneri scoprirà la verità. La seconda serie di "Nebbie e delitti", apre il ciclo delle riduzioni televisive apocrife, ovvero non basate su romanzi di Valerio Varesi. In questo episodio, il suicidio iniziale disvela l'intreccio mortale tra gioco d'azzardo ed un delitto sepolto nel passato. Il Commissario Soneri, suo malgrado, si vedrà costretto a terminare una partita che non voleva neanche iniziare.

## Bambini perduti
Viene ritrovato il cadavere di Irina, ragazza dell'Est. Accanto a lei c'è un bambino, Vania, in stato confusionale. 

## Nessuna traccia di frenata
Un noto imprenditore viene investito. Apparentemente sembra un incidente, ma le indagini porteranno a una scoperta legata ad un tragico evento del passato. Sergio Fiorentini interpreta Marcon, uno dei personaggi principali.

## Casa di bambola
In un appartamento viene ritrovato il cadavere di una giovane, Sara. Il commissario Soneri scoprirà la verità.

## Vietato ai minori
Siamo in inverno, a Porto Garibaldi. L'attenzione di un pescatore viene attirata da un cane che lo conduce fino ad una cabina, all'interno della quale c'è il corpo privo di vita, di una giovane ragazza.

## Carte false
Nel ghetto ebraico di Ferrara viene assassinato un avvocato. Le indagini condurranno a un'amara scoperta.